# Mistrzostwa Europy w Lekkoatletyce 1974 – bieg na 800 m mężczyzn

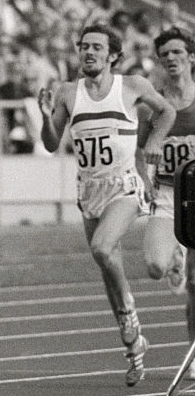
Steve Ovett

Bieg na dystansie 800 metrów mężczyzn był jedną z konkurencji rozgrywanych podczas XI Mistrzostw Europy w Rzymie. Biegi eliminacyjne zostały rozegrane 2 września, biegi półfinałowe 3 września, a bieg finałowy 4 września 1974 roku. Zwycięzcą tej konkurencji został reprezentant Jugosławii Luciano Sušanj. W rywalizacji wzięło udział dwudziestu siedmiu zawodników z dziewiętnastu reprezentacji.

## Rekordy
| Rekord świata     | Marcello Fiasconaro (ITA) | 1:43,7  | Mediolan, Włochy    | 27.06.1973 |
| Rekord Europy     | Marcello Fiasconaro (ITA) | 1:43,7  | Mediolan, Włochy    | 27.06.1973 |
| Rekord mistrzostw | Jewhen Arżanow (SUN)      | 1:45,62 | Helsinki, Finlandia | 12.08.1971 |

## Wyniki

### Eliminacje
Rozegrano cztery biegi eliminacyjne. Do półfinałów awansowało po trzech najlepszych zawodników każdego biegu eliminacyjnego (Q), a także czterech spośród pozostałych z najlepszymi czasami (q).
Bieg 1
| Miejsce | Zawodnik            | Czas   | Uwagi |
| ------- | ------------------- | ------ | ----- |
| 1       | Johan Van Wezer     | 1:47,7 | Q     |
| 2       | Gerhard Stolle      | 1:47,7 | Q     |
| 3       | Marcello Fiasconaro | 1:47,8 | Q     |
| 4       | Heinz Langenbach    | 1:47,9 |       |
| 5       | David McMeekin      | 1:48,1 |       |
| 6       | Andrés Ballbé       | 1:48,2 |       |
| 7       | Günther Hasler      | 1:50,2 |       |

Bieg 2
| Miejsce | Zawodnik            | Czas   | Uwagi |
| ------- | ------------------- | ------ | ----- |
| 1       | Gheorghe Ghipu      | 1:46,9 | Q     |
| 2       | Steve Ovett         | 1:47,0 | Q     |
| 3       | Jozef Plachý        | 1:47,1 | Q     |
| 4       | Władimir Ponomariow | 1:47,1 | q     |
| 5       | Fernando Mamede     | 1:47,5 | q     |
| 6       | Åke Svenson         | 1:47,5 | q     |
| 7       | Willi Wülbeck       | 1:47,6 | q     |

Bieg 3
| Miejsce | Zawodnik            | Czas   | Uwagi |
| ------- | ------------------- | ------ | ----- |
| 1       | Luciano Sušanj      | 1:48,4 | Q     |
| 2       | Dieter Fromm        | 1:48,6 | Q     |
| 3       | Markku Taskinen     | 1:48,7 | Q     |
| 4       | Sven-Erik Nielsen   | 1:48,9 |       |
| 5       | Ján Šišovský        | 1:48,9 |       |
| 6       | Stawros Mermingis   | 1:49,8 |       |
| 7       | Sven-Johan Svendsen | 1:50,9 |       |

Bieg 4
| Miejsce | Zawodnik            | Czas   | Uwagi |
| ------- | ------------------- | ------ | ----- |
| 1       | Hans-Henning Ohlert | 1:49,7 | Q     |
| 2       | Marcel Philippe     | 1:49,8 | Q     |
| 3       | Josef Schmid        | 1:49,9 | Q     |
| 4       | Pawieł Litowczenko  | 1:50,0 |       |
| 5       | Nicolae Onescu      | 1:50,1 |       |
| 6       | Jean Kaiser         | 1:54,2 |       |

### Półfinały
Rozegrano dwa półfinały. Do finału awansowało po czterech najlepszych zawodników każdego biegu półfinałowego (Q).
Półfinał 1
| Miejsce | Zawodnik            | Czas   | Uwagi |
| ------- | ------------------- | ------ | ----- |
| 1       | Steve Ovett         | 1:47,1 | Q     |
| 2       | Luciano Sušanj      | 1:47,2 | Q     |
| 3       | Gerhard Stolle      | 1:47,4 | Q     |
| 4       | Willi Wülbeck       | 1:47,4 | Q     |
| 5       | Marcel Philippe     | 1:47,5 |       |
| 6       | Åke Svenson         | 1:47,7 |       |
| 7       | Jozef Plachý        | 1:47,9 |       |
| 8       | Hans-Henning Ohlert | 1:48,6 |       |

Półfinał 2
| Miejsce | Zawodnik            | Czas   | Uwagi |
| ------- | ------------------- | ------ | ----- |
| 1       | Władimir Ponomariow | 1:47,6 | Q     |
| 2       | Marcello Fiasconaro | 1:47,7 | Q     |
| 3       | Dieter Fromm        | 1:47,7 | Q     |
| 4       | Markku Taskinen     | 1:47,7 | Q     |
| 5       | Gheorghe Ghipu      | 1:47,8 |       |
| 6       | Johan Van Wezer     | 1:48,0 |       |
| 7       | Fernando Mamede     | 1:48,5 |       |
| 8       | Josef Schmid        | 1:48,6 |       |

### Finał
| Miejsce | Zawodnik            | Czas    | Uwagi   |
| ------- | ------------------- | ------- | ------- |
| 1       | Luciano Sušanj      | 1:44,07 | CR · NR |
| 2       | Steve Ovett         | 1:45,76 |         |
| 3       | Markku Taskinen     | 1:45,89 |         |
| 4       | Władimir Ponomariow | 1:46,02 |         |
| 5       | Gerhard Stolle      | 1:46,19 |         |
| 6       | Marcello Fiasconaro | 1:46,28 |         |
| 7       | Dieter Fromm        | 1:46,29 |         |
| 8       | Willi Wülbeck       | 1:46,31 |         |